# (8498) Уфа
(8498) Уфа (лат. Ufa) — типичный астероид главного пояса, открыт 15 сентября 1990 года советским астрономом Людмилой Журавлёвой в Крымской астрофизической обсерватории и 24 января 2000 года назван в честь города Уфы.

## Обнаружение и именование
(8498) Уфа
Открыт 15 сентября 1990 года в Крымской астрофизической обсерватории Л. В. Журавлёвой.
Город Уфа — крупный промышленный и культурный центр на Южном Урале. Основанный в 1574 году, он является столицей Башкирской республики в составе Российской Федерации.
Оригинальный текст (англ.)8498 Ufa
Discovered 1990 Sept. 15 by L. V. Zhuravleva at the Crimean Astrophysical Observatory.
The city of Ufa is a large industrial and cultural center in the south Urals. Founded in 1574, it is the capital of Bashkir, a republic in the Russian Federation.
Источники: 20000124/MPCPages.arc; M.P.C. 38198.

## Орбита

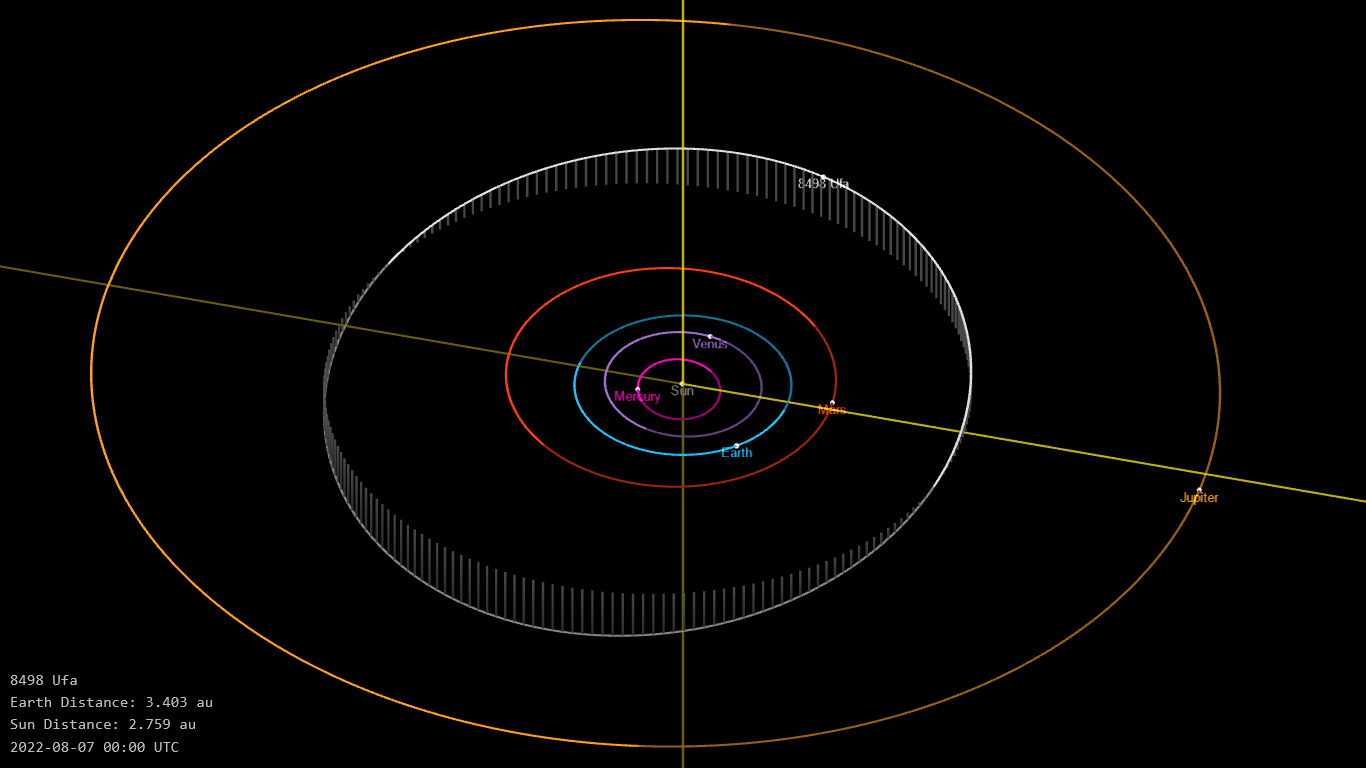
Орбита астероида Уфа и его положение в Солнечной системе

## Физические характеристики
Астероид относится к таксономическому классу K.
По результатам наблюдений в видимом и ближнем инфракрасном диапазоне космического телескопа NEOWISE и наблюдений в инфракрасном диапазоне спутника Akari диаметр астероида сначала оценивался равным 9,455±0,163 км и 13,27±0,98 км. Согласно тем же источникам альбедо оценивается как 0,1802±0,0291, 0,121±0,019 и 0,180±0,029.